# Hamer (Familienname)
Hamer ist ein deutscher und niederländischer Familienname.

## Namensträger
- Alain Hamer (* 1965), luxemburgischer Fußballschiedsrichter
- Antje Hamer (* 1982), deutsche Schauspielerin
- Ben Hamer (* 1987), englischer Fußballtorhüter
- Bent Hamer (* 1956), norwegischer Regisseur
- Bernd Hamer (1939–2004), deutscher Politiker (CDU)
- Birgit Hamer (* 1957), deutsches Fotomodell und Schauspielerin
- Dale Hamer (1937–2024), US-amerikanischer NFL-Schiedsrichter
- David Hamer (Fußballspieler) (Taffy; 1866–??), walisischer Fußballspieler
- David Hamer (Politiker) (1923–2002), australischer Politiker
- David Hamer (Kryptologe) (1934–2017), britischer Kryptologe
- Dean Hamer (* 1951), US-amerikanischer Genetiker
- Dennis Hamer (* 1952), deutscher Laiendarsteller
- Detlef Hamer (1942–2013), deutscher Publizist und Autor
- Eberhard Hamer (* 1932), deutscher Ökonom
- Eerke U. Hamer (1937–2011), deutscher Theologe und Sporthistoriker
- Eugénie Hamer (1865–1951), belgische Frauenrechtlerin und Pazifistin
- Fannie Lou Hamer (1917–1977), US-amerikanische Bürgerrechtlerin
- Ferdinand Hamer (1840–1900), niederländischer römisch-katholischer Bischof und Märtyrer
- Fritz Hamer (1912–2004), deutscher Orchideenforscher
- Gerald Hamer (1886–1972), englischer Theater- und Filmschauspieler, Drehbuchschreiber und Filmeditor
- Gertrude Maria Ida Hamer (Mervyn Brian Kennicott; 1881–1940), deutsche Autorin, siehe Gertrud von Sanden
- Ian Hamer (Musiker) (1932–2006), britischer Jazz-Trompeter
- Ian Hamer (Leichtathlet) (* 1965), britischer Langstreckenläufer
- Hartwig Hamer (* 1943), deutscher Maler und Grafiker
- Isabel Hamer (1912–2004), deutsche Autorin
- Jan Hamer (Chemiker) (1927–2008), niederländischer Organischer Chemiker
- Jason Hamer, US-amerikanischer Maskenbildner
- Jean Jérôme Hamer (1916–1996), belgischer Kardinal
- Kurt Hamer (1926–1991), deutscher Politiker
- Mariëtte Hamer (* 1958), niederländische Politikerin
- Markoesa Hamer (* 1985), niederländische Schauspielerin
- Miloslav Hamer (1913–2002), tschechoslowakischer Tischtennisspieler
- Piret Hamer (* 1980), estnische Badmintonspielerin
- Robert Hamer (1911–1963), britischer Regisseur
- Rupert Hamer (1916–2004), australischer Politiker
- Rusty Hamer (1947–1990), US-amerikanischer Schauspieler
- Ryke Geerd Hamer (1935–2017), deutscher Mediziner, Erfinder der Germanischen Neuen Medizin und Vertreter von Verschwörungstheorien
- Sabine Hamer (* 1953), deutsche Politikerin (SPD)
- Stu Hamer (1934–2014), britischer Jazzmusiker
- Tex Hamer (1901–1981), US-amerikanischer American-Football-Spieler
- Thomas L. Hamer (1800–1846), US-amerikanischer Politiker
- Thomas Ray Hamer (1864–1950), US-amerikanischer Politiker